# Европско првенство у атлетици у дворани 1974 — 60 метара за мушкарце
Такмичење у дисциплини трка на 60 метара у мушкој конкуренцији на 5. Европском првенству у атлетици у дворани 1974. године одржано је у дворани Скандинавијум у Гетеборгу, (Шведска) 9. марта.
Титулу европског првака освојену на Европском првенству у дворани 1973. у Ротердаму бранио је Зенон Новош из Пољске.

## Земље учеснице
Учествовала су 24 атлетичара из 15 земаља.
1. Грчка (1)
2. Данска (1)
3. Западна Немачка (1)
4. Источна Немачка (3)
5. Мађарска (2)
6. Норвешка (1)
7. Пољска (2)
8. Румунија (1)
9. Совјетски Савез (3)
10. Финска (1)
11. Француска (2)
12. Холандија (2)
13. Чехословачка (1)
14. Шведска (2)
15. Шпанија (1)

## Рекорди
| Рекорди пре почетка Европског првенства у дворани 1974. | Рекорди пре почетка Европског првенства у дворани 1974. | Рекорди пре почетка Европског првенства у дворани 1974. | Рекорди пре почетка Европског првенства у дворани 1974. | Рекорди пре почетка Европског првенства у дворани 1974. | Рекорди пре почетка Европског првенства у дворани 1974. |
| ------------------------------------------------------- | ------------------------------------------------------- | ------------------------------------------------------- | ------------------------------------------------------- | ------------------------------------------------------- | ------------------------------------------------------- |
| Светски рекорд                                          | Манфред Кокот                                           | Источна Немачка                                         | 6,62                                                    | Зенфтенберг, Источна Немачка                            | 24. фебруар 1973.                                       |
| Европски рекорд                                         | Манфред Кокот                                           | Источна Немачка                                         | 6,62                                                    | Зенфтенберг, Источна Немачка                            | 24. фебруар 1973.                                       |
| Рекорди европских првенстава                            | Валериј Борзов                                          | СССР                                                    | 6,6а                                                    | Софија, Бугарска                                        | 13. март 1971.                                          |
| Рекорди после завршеног Европског првенства 1974.       |                                                         |                                                         |                                                         |                                                         |                                                         |
| Светски рекорд                                          | Манфред Кокот                                           | Источна Немачка                                         | 6,58 пф                                                 | Гетеборг, Шведска                                       | 9. март 1974.                                           |
| Светски рекорд                                          | Валериј Борзов                                          | СССР                                                    | 6,58 фин                                                | Гетеборг, Шведска                                       | 9. март 1974.                                           |
| Европски рекорд                                         | Манфред Кокот                                           | Источна Немачка                                         | 6,58 пф                                                 | Гетеборг, Шведска                                       | 9. март 1974.                                           |
| Европски рекорд                                         | Валериј Борзов                                          | СССР                                                    | 6,58 фин                                                | Гетеборг, Шведска                                       | 9. март 1974.                                           |
| Рекорди европских првенстава                            | Манфред Кокот                                           | Источна Немачка                                         | 6,58 пф                                                 | Гетеборг, Шведска                                       | 9. март 1974.                                           |
| Рекорди европских првенстава                            | Валериј Борзов                                          | СССР                                                    | 6,58 фин                                                | Гетеборг, Шведска                                       | 9. март 1974.                                           |

## Освајачи медаља
|                                |                               |                                     |
| Валериј Борзов Совјетски Савез | Манфред Кокот Источна Немачка | Александар Корнељук Совјетски Савез |

## Резултати
У овој дисциплини су одржане три круга такмичења:квалификације, полуфинале и финале. Квалификације су одржане 8 а полуфинале и финале 9. марта.

### Квалификације
У квалификацијама такмичари су били подељени у четири група по шест. У полуфинале су се пласирала по четири првопласирана из сваке групе (КВ) 
| Место | Група | Атлетичар                | Националност    | Време | Белешка |
| ----- | ----- | ------------------------ | --------------- | ----- | ------- |
| 1.    | 4     | Манфред Кокот            | Источна Немачка | 6,66  | КВ      |
| 2.    | 1     | Кристен Гарпенборг       | Шведска         | 6,68  | КВ      |
| 3.    | 4     | Зенон Новош              | Пољска          | 6,68  | КВ      |
| 4.    | 1     | Александар Корнељук      | Совјетски Савез | 6,71  | КВ,     |
| 5.    | 1     | Еберхард Вајзе           | Источна Немачка | 6,73  | КВ,     |
| 6.    | 1     | Дорел Кристудур          | Румунија        | 6,74  | КВ, НРд |
| 7.    | 3     | Василиос Папагеоргопулос | Грчка           | 6,74  | КВ      |
| 8.    | 3     | Јуриј Силов              | Совјетски Савез | 6,74  | КВ      |
| 9.    | 2     | Валериј Борзов           | Совјетски Савез | 6,78  | КВ      |
| 10.   | 2     | Ханс Јирген Бомбах       | Источна Немачка | 6,79  | КВ      |
| 11.   | 3     | Доминик Шовело           | Француска       | 6,80  | КВ      |
| 12.   | 2     | Лајош Греша              | Мађарска        | 6,82  | КВ      |
| 13.   | 4     | Манфред Омер             | Западна Немачка | 6,83  | КВ      |
| 14.   | 3     | Ролф Трулсон             | Шведска         | 6,84  | КВ      |
| 15.   | 4     | Рајмо Вилен              | Финска          | 6,84  | КВ      |
| 16.   | 4     | Рајмон Хереввен          | Холандија       | 6,85  |         |
| 17.   | 2     | Ален Сартер              | Француска       | 6,86  | КВ      |
| 18.   | 4     | Авдун Гарсол             | Норвешка        | 6,89  |         |
| 18.   | 2     | Јурај Деменц             | Чехословачка    | 6,90  |         |
| 20.   | 2     | Јержи Вјечорек           | Пољска          | 6,91  |         |
| 21.   | 3     | Ендре Леполд             | { Мађарска      | 6,91  |         |
| 22.   | 1.    | Сами Монсенс             | Холандија       | 6,95  |         |
| 23.   | 3     | Хозе Луис Санчез         | Шпанија         | 6,96  |         |
| 24.   | 1.    | Кај Педерсен             | Данска          | 6,97  |         |

### Полуфинале
У полуфиналу такмичари су били подељени у двр гупе по осам. За финале су се пласирала по четири првопласирана из обе групе (КВ) 

| Место | Група | Атлетичар                | Националност    | Време | Белешка                |
| ----- | ----- | ------------------------ | --------------- | ----- | ---------------------- |
| 1.    | 1     | Манфред Кокот            | Источна Немачка | 6,58  | КВ СРд, ЕРд, РЕПд, НРд |
| 2.    | 1     | Александар Корнељук      | Совјетски Савез | 6,61  | КВ, НРд                |
| 3.    | 1     | Валериј Борзов           | Совјетски Савез | 6,64  | КВ                     |
| 4.    | 2     | Кристен Гарпенборг       | Шведска         | 6,64  | КВ                     |
| 5     | 2     | Јуриј Силов              | Совјетски Савез | 6,65  | КВ                     |
| 6.    | 1     | Лајош Греша              | Мађарска        | 6,68  | КВ                     |
| 7.    | 2     | Зенон Новош              | Пољска          | 6,68  | КВ                     |
| 8.    | 1     | Еберхард Вајзе           | Источна Немачка | 6,69  |                        |
| 9.    | 2     | Василиос Папагеоргопулос | Грчка           | 6,71  | КВ                     |
| 10.   | 1     | Доминик Шовело           | Француска       | 6,73  |                        |
| 11.   | 2     | Ханс Јирген Бомбах       | Источна Немачка | 6,73  |                        |
| 12.   | 2     | Дорел Кристудур          | Румунија        | 6,74  | =НРд                   |
| 13.   | 1     | Ролф Трулсон             | Шведска         | 6,76  |                        |
| 14.   | 1     | Манфред Омер             | Западна Немачка | 6,76  |                        |
| 15.   | 2     | Рајмо Вилен              | Финска          | 6,82  |                        |
| 16.   | 2     | Ален Сартер              | Француска       | 6,82  |                        |

### Финале
| Пласман | Атлетичар                | Земља           | Резултат | Белешка                |
| ------- | ------------------------ | --------------- | -------- | ---------------------- |
|         | Валериј Борзов           | Совјетски Савез | 6,59     | =СРд, =ЕРд, =РЕПд, НРд |
|         | Манфред Кокот            | Источна Немачка | 6,63     |                        |
|         | Александар Корнељук      | Совјетски Савез | 6,66     |                        |
| 4.      | Кристен Гарпенборг       | Шведска         | 6,66     |                        |
| 5.      | Јуриј Силов              | Совјетски Савез | 6,68     |                        |
| 6.      | Зенон Новош              | Пољска          | 6,70     |                        |
| 7.      | Лајош Греша              | Мађарска        | 6,71     |                        |
| 8.      | Василиос Папагеоргопулос | Грчка           | 6,73     |                        |

## Укупни биланс медаља у трци на 60 метара за мушкарце после 5. Европског првенства у дворани 1970—1974.
|    | Земља           |   |   |   |    |
| -- | --------------- | - | - | - | -- |
| 1. | Совјетски Савез | 4 | 1 | 1 | 6  |
| 2. | Пољска          | 1 | 1 | 0 | 2  |
| 3. | Источна Немачка | 0 | 2 | 1 | 3  |
| 4, | Западна Немачка | 0 | 1 | 0 | 1  |
| 5. | Финска          | 0 | 0 | 2 | 2  |
| 6. | Грчка           | 0 | 0 | 1 | 1  |
|    | Укупно {6}      | 5 | 5 | 5 | 15 |

|    | Атлетичар           | Земља           |   |   |   |   |
| -- | ------------------- | --------------- | - | - | - | - |
| 1. | Валериј Борзов      | Совјетски Савез | 4 | 0 | 0 | 4 |
| 2. | Зенон Новош         | Пољска          | 1 | 1 | 0 | 2 |
| 3. | Манфред Кокот       | Источна Немачка | 0 | 2 | 1 | 3 |
| 3. | Александар Корнељук | Совјетски Савез | 0 | 1 | 1 | 2 |